# 남웅기
남웅기(한국 한자: 南雄基, 1976년 5월 30일 ~ )는 대한민국의 전 축구 선수이며, 포지션은 미드필더였다.